# Clematis viridiflora
Clematis viridiflora är en ranunkelväxtart som beskrevs av Bert.. Clematis viridiflora ingår i släktet klematisar, och familjen ranunkelväxter. Inga underarter finns listade i Catalogue of Life.